# Micropera sorbi
Micropera sorbi är en svampart som beskrevs av Thüm. 1880. Micropera sorbi ingår i släktet Micropera, divisionen sporsäcksvampar och riket svampar.   Inga underarter finns listade i Catalogue of Life.